# Mecistocephalus zygethus
Mecistocephalus zygethus är en mångfotingart som beskrevs av Chamberlin 1939. Mecistocephalus zygethus ingår i släktet Mecistocephalus och familjen storhuvudjordkrypare. Inga underarter finns listade i Catalogue of Life.